# 魏德凱
魏德凱（英語：Richard A. Webster，1920年7月20日—2010年3月31日），從美國加州到中國四川宣教，後來到台灣延續福音工作，在學生工作、營地工作、鄉村福音上都留下許多成果。

## 生平

### 家庭、求學、蒙召
魏德凱生於美國加州，自幼受其母敬虔教養下成長，於柏克萊求學期間結識已經立志獻身中國宣教的第一任妻子——榮美，從而領受呼召申請神學院就讀。在他即將取得博士學位投入夢想的學術研究與教職時，他順利離職並在1944年與榮美結婚並前往就讀德拉瓦州的信心神學院，夫妻於畢業後申請加入中國內地會，在1947年10月3日至1951年間帶著長子啟程至中國大陸宣教。

### 學生工作與營地建立
1950年因著政治因素離開中國大陸，他返抵美國後柏克萊投入中國學生工作，從而決定前往福爾摩莎的台灣進行新的宣教工作，1953年於台南登陸後展開學生工作並建立「學友團契」（1955年－1962年，因認同學生工作要交給本地同工，後由「校園福音團契」繼承）。妻子榮美因1958年發驗罹患癌症而返美休息，但依然與他為「橄欖山」營地的建立夙夜匪懈。1963年，榮美雖決定返美治療持續惡化的病情，但還是因病辭世。1965年，他與第二任妻子福樂（1958年加入海外基督使團）結婚，與三位原生子女建立新的重組家庭。他隨即被協同會邀請至台中以台南橄欖山的營地建立位於大甲的馬鳴埔營地。

### 鄉村工作與教會建立
因著來到大甲發展營地支持學生福音工作，進而深刻體會鄉村居民的福音需要，又體會將宣教使命傳遞給學生的重要性。1971年，他服事領域從學生事工正式轉移到鄉村的福音事工。此時恰逢饒孝柏弟兄的支持與加入，他們便以「寒暑假鄉村福音隊」結合基督徒青年開始佈道，接著來自英國的宣教士巴柝聲也參與其中。1983年「鄉福」工作正式立案，改稱「鄉村福音佈道團」並抱著在沒有教會的鄉村開拓並建立教會的異象。而後陸續有支持奉獻的禱告會成立、並有新一代畢業生成為本地新血宣教士。
雖然鄉村福音的啟動從五十歲後才展開，但其經驗和精神都可從《攻破堅固的營纍》看見他的投入和榜樣。即便71歲的他無法親身參與在第一線的教會建立，但依然參與在全職同工會當中，給予本地同工鼓勵和諮詢。

### 退而不休與晚年挑戰
1995年，七十五歲的魏德凱與六十五歲的福樂回到美國，即便在美國有不同子女在全美各地發展，但他們依然相信神只是轉換他們在宣教工作的地點，因此他們定居在南加州的聖塔安娜，並繼續在華人教會宣講並推動宣教不遺餘力。1995年魏德凱開始因心臟問題開始經歷老年與病痛共存的事奉人生，2001年福樂面臨帕金森式症的挑戰，但也依然成為丈夫生活與事奉的支持。2004年，魏德凱牧師因老化因素結束了最後一場公眾的宣講工作。2006年因考量福樂的晚年生活，遂決定移居華盛頓州的安娜柯蒂斯與長子鄰近而住，但2009年，因照護因素必須住進當地療養院。2010年在慶祝完與福樂的四十五週年結婚紀念後，魏德凱在三月出乎意料地因精神好轉而有機會與所愛家人和朋友陸續辭別，3月31日魏德凱在女兒大麗地陪伴下寧靜地安息主懷，享耆壽90歲。
1. ↑  . www.laijohn.com.   [2022-06-09]. （原始内容存档于2022-07-03）.
2. ↑  藍慈理，《溫柔的戰士》，校園書房，2013。